# Димитриос Влахос
Димитриос Влахос (на гръцки: Δημήτριος Βλάχος) е гръцки политик от втората половина на XX - началото на XXI век.

## Биография
Роден е в 1937 година в епирското село Като Меропи, Гърция. Още млад се установява в южномакедонския град Негуш. Едва 27-годишен е избран за член на общинския съвет и заместник-кмет на града. След установяването на диктатурата на черните полковници, на 21 април 1967 година Влахос е арестуван и затворен на остров Ярос заедно с други противници на режима. В 1975 година е избран за пръв кмет на Негуш след падането на диктатурата на полковниците, като е преизбиран в 1978 (5318 гласа, 54,71%), 1982 (7396 гласа, 68,27%) и 1986 (6125 гласа, 52,54%). На изборите през 1990 година с 3447 гласа и 28,45% не успява да стигне до втория кръг. В 1989 година е кандидат за депутат от Коалицията на левицата, движенията и екологията. В същата 1989 година правителството на Дзанис Дзанетакис го назначава за областен управител на Западна Македония. В 1998 година се кандидатира отново за кмет и печели със 7482 гласа и 51,14%. От 2002 година работи като адвокат.
Умира в Солун в 2012 година.